# Влазнев, Алексей Леонтьевич
Алексе́й Лео́нтьевич Вла́знев (1910—1944) — гвардии старшина Рабоче-крестьянской Красной Армии, участник Великой Отечественной войны, Герой Советского Союза (1944).

## Биография
Алексей Влазнев родился в 1910 году в селе Липовка Петровского уезда Саратовской губернии (ныне — Малосердобинский район Пензенской области) в крестьянской семье. Получил начальное образование.
В июле 1941 года он был призван на службу в РККА Малосердобинским райвоенкоматом, Пензенской области и 28 августа направлен в распоряжение командира 91-го запасного артиллерийского полка. С того же года — на фронтах Великой Отечественной войны. Участвовал в освобождении Украинской ССР. Командовал стрелковым отделением с момента формирования 9-й гвардейской механизированной бригады. В июне 1943 года гвардии старшина Алексей Влазнев был старшиной роты той же бригады.
В сентябре 1943 года гвардии красноармеец Алексей Влазнев был стрелком 1-го мотострелкового батальона 9-й гвардейской механизированной бригады 3-го гвардейского механизированного корпуса 47-й армии Воронежского фронта. Отличился во время битвы за Днепр.
В ночь с 29 на 30 сентября 1943 года Влазнев первым в своём батальоне переправился через Днепр в районе села Селище Каневского района Черкасской области и принял активное участие в захвате плацдарма на его западном берегу. Отделение Влазнева захватило господствующую высоту и отразило 12 вражеских контратак.
Также отличился при освобождении города Золотоноша, где первым ворвался в город, убил с своим отделением свыше 15 солдат и офицеров противника. 2 октября 1943 года, при отражении вражеских контратак с группой бойцов в 4 человека не отошёл назад и уничтожил свыше 80 вражеских солдат и офицеров. При наступлении на Селище, Бобрицу уничтожил свыше 40 врагов и выбыл с поля боя по тяжёлому ранению.
18 октября 1943 года Влазнев получил тяжёлое ранение и был отправлен в медсанбат, а затем в эвакогоспиталь № 1404, где скончался от менингита 14 января 1944 года. Похоронен в братской могиле на Мироносицком кладбище в городе Лебедин Сумской области.
Указом Президиума Верховного Совета СССР от 3 июня 1944 года за «образцовое выполнение боевых заданий Командования на фронте борьбы с немецкими захватчиками и проявленные при этом отвагу и геройство» гвардии красноармеец Алексей Влазнев посмертно был удостоен высокого звания Героя Советского Союза.

## Награды
- Герой Советского Союза (3 июня 1944, медаль «Золотая Звезда», посмертно)[6];
- орден Ленина (3 июня 1944, посмертно)[6];
- орден Красного Знамени (17 февраля 1944, посмертно)[2];
- медаль «За оборону Сталинграда» (19 июня 1943)[3].

## Память
- Имя Героя носит школа в селе Липовка.
- В селе Малая Сердоба открыт памятник.